# MPI Resolution

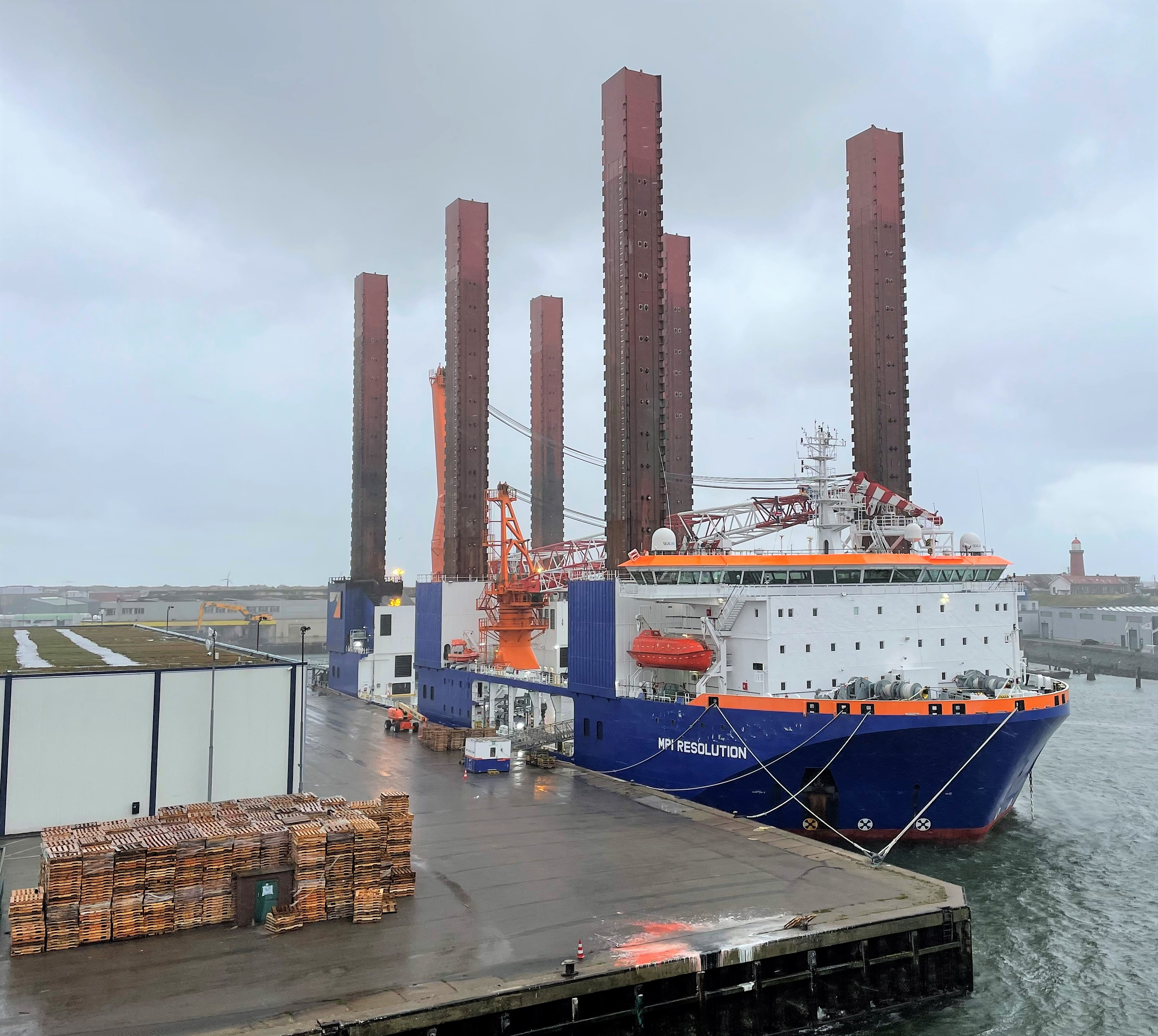
De MPI Resolution in de haven van IJmuiden (2022).

Het turbine-installatieschip MPI Resolution (eerder bekend als Mayflower Resolution) wordt gebruikt wordt om turbines te bouwen op offshore-windmolenparken. Het is het eerste zelfheffende, turbine-installatieschip (TIV, turbine installation vessel) ter wereld. Door zes uittrekbare poten kan het zichzelf tussen de 3 en 46 meter opheffen boven de zee.

## Beschrijving
MPI Resolution is een schip met een volume van 14.857 tonnenmaat. Met zijn zes poten tilt het zichzelf boven de zee waarin het windturbines installeert. De MPI Resolution is ontworpen voor gebruik op de Noordzee, maar kan ook op andere plaatsen ingezet worden. Het heeft de capaciteit om tien windturbines in één keer te vervoeren en installeren. De poten zorgen ervoor dat er een stabiel platform beschikbaar is wanneer er windturbines worden geïnstalleerd. Het zelfheffende systeem gebruikt hydraulica.
Bij aankomst op het windmolenpark laat de MPI Resolution haar zes poten uitzakken zodat deze op de zeebodem staan. Dan tilt het schip zichzelf omhoog, totdat het zich boven het zeeniveau bevindt. Hierdoor kan ze de paal van de windturbine in de zeebodem vastzetten en deze verder installeren. Nadat de windturbine geïnstalleerd is, laat de MPI Resolution zich terugzakken en vaart naar de locatie van zijn volgende opdracht.

## Geschiedenis
De Mayflower Resolution was in 2002 besteld door Mayflower Energy Ltd, dat een deel uitmaakt van de Mayflower Corporation. Het schip werd gebouwd door de Shanhaiguan-scheepswerf, in Qinhuangdao, China. Het schip had als bouwnummer TIV 1. Het ontwerp van het schip was gemaakt door de Deen Knud E Hansen en het werd gebouwd onder het toezicht van Graig Shipping. De levering was gepland in februari 2003, maar werd uiteindelijk uitgesteld. Het budget van £20.000.000 werd overschreden met £10.000.000. De toevoeging van een op afstand bestuurbaar vaartuig, dat gebruikt wordt om duikbootkabels te leggen, zorgde ervoor dat de totale kosten uiteindelijk £53.000.000 bedroegen.
De bouw van de Mayflower Resolution werd voltooid in november 2003, en het schip werd afgeleverd in februari 2004. De reis van Qinhuangdao naar Falmouth, Cornwall duurde 66 dagen. Het schip onderging een testvaart in Falmouth Bay, waar het voor de eerste keer volledig getest werd. De Mayflower Resolution werd hierna gebruikt voor het installeren van windturbines in het windmolenpark 'the North Hoyle'. Dit contract eindigde op 23 maart en de Mayflower Resolution zette vervolgens koers naar Middlesbrough, waar het aankwam op 30 maart. Normaal zou  het schip op 8 april vertrekken naar Great Yarmouth om daar turbines te installeren in het windmolenpark 'Scroby Sands', maar op 31 maart bleek de Mayflower Corporation een schuld van £17.700.000 te hebben en werd onder toezicht geplaatst. Deloitte Touche werd als reactie hierop aangesteld als bewindvoerder. De Mayflower Resolution werd vervolgens voor £12.000.000 verkocht aan een groep managers van Mayflower, die erin geslaagd waren om steun te krijgen van de Japanse bank Mizuho International.
De nieuwe eigenaar werd MPI Offshore, die zijn basis heeft in Stokesley in North Yorkshire. In 2006 werd de MPI Resolution gebruikt tijdens de bouw van het 'Barrow Offshore Wind project' van Centrica en Dong Energy. In 2008 werd de MPI Resolution gebruikt voor de bouw van de 'Lynn and Inner Dowsing Wind Farm' voor Centrica. In juli 2008 werd aangekondigd dat er nog 2 schepen gebouwd zouden worden. Deze schepen waren gebaseerd op de MPI Resolution maar licht groter. Ze werden gebouwd door Cosco, op hun Nantong scheepswerf. De namen van de 2 schepen zijn MPI Adventure en MPI Discovery. In februari 2008, werd de MPI Resolution naar Esbjerg in Denemarken gestuurd, om daar te werken aan de installatie van een windmolenpark. In januari 2009, werd de MPI Resolution ingezet tijdens de bouw van de 'Robin Rigg Wind Farm'. In 2010 werd de MPI Resolution ingezet bij de constructie van de 100 turbines tellende, 'Thanet wind farm', gelegen buiten de kust van Kent in het Verenigd Koninkrijk. Hierbij vervoerde en installeerde het soms negen volledige turbines.
De MPI Resolution verscheen in een aflevering van de televisieserie Mighty Ships, tijdens het tweede seizoen.

## Identificatie
Het IMO-nummer van de MPI Resolution is 9260134 en haar callsign is ZIVB5.